# 叶培大
叶培大（1915年10月18日—2011年1月16日），男，江苏南汇（今属上海）人，中国微波通信学家，中国科学院院士，北京邮电大学名誉校长。

## 生平
叶培大是上海南汇人。1938年毕业于天津北洋工学院电机系，1945年至1946年赴美国哥伦比亚大学研究院等机构深造，1947年至1949年任前中央广播电台工程师兼南京金陵大学副教授。
1949年9月起任北洋大学电机系教授兼中央广播事业局工程师。1952年北洋大学改为天津大学，曾任天津大学电信系教授兼系主任。1955年后历任北京邮电学院无线系主任、院长助理、副院长、院长、名誉院长，北京邮电大学名誉校长。1980年当选为中国科学院技术科学部委员，后为中国科学院资深院士。

### 逝世
2011年1月16日，在北京逝世，享年95岁。